# Юсик Андрій Романович
Андрій Романович Юсик (26 листопада 1981 — 6 грудня 2022) — старший солдат Збройних Сил України, учасник російсько-української війни, який загинув під час російського вторгнення в Україну.

## Життєпис
Андрій Юсик народився 26 листопада 1981 року у Львові, Україна.
Навчався у Ліцеї №80 Львівської міської ради. Закінчив Професійно-технічне училище №53 міста Львова за спеціальністю «автомеханік». Після завершення навчання проходив строкову військову службу в місті Горлівка Донецької області.
Протягом 15-ти років працював у Товаристві з обмеженою відповідальністю «Ю.Р.К.». Захоплювався електронікою.
У 2014-2015 роках виконував бойові завдання у зоні проведення Антитерористичної операції у складі 128-ї окремої гірсько-штурмової Закарпатської бригади оперативного командування «Захід» Сухопутних військ Збройних сил України.
Згодом повернувся до роботи в ТОВ «Ю.Р.К.».
З початком російського вторгнення в Україну у лютому 2022 року добровольцем став на захист України. Боровся проти держави-терориста у складі 125-ї окремої бригади територіальної оборони ЗСУ на посаді старшого стрільця стрілецького взводу.
Вірний військовій присязі, загинув 6 грудня 2022 року при виконанні службового обов’язку по захисту Батьківщини
У Андрія Юсика залишилися батьки, дружина, двоє дітей та брати.

## Нагороди
В лютому 2024 року відповідно до указу Президента України №135/2023  Андрію Юсику за особисту мужність і самовідданість, виявлені у захисті державного суверенітету та територіальної цілісності України, вірність військовій присязі було посмертно відзначено державною нагородою: орденом «За мужність» III ступеня.
В травні 2024 відповідно до указу Міністра оборони України №786 від 21 травня 2024 року відзначено медаллю "Захиснику України".